# 雞蛋盒

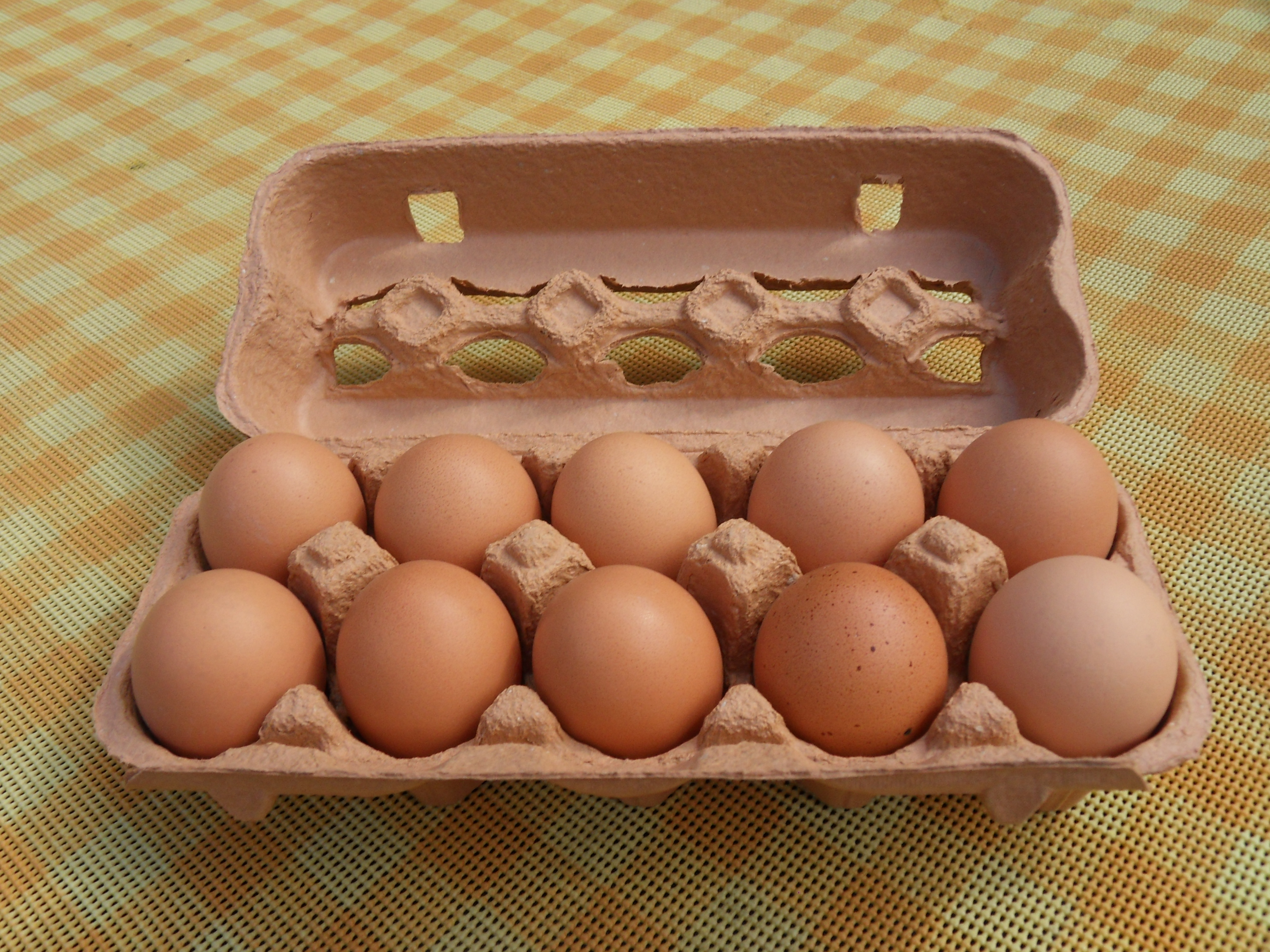
一個裝有10個雞蛋的紙漿雞蛋盒。

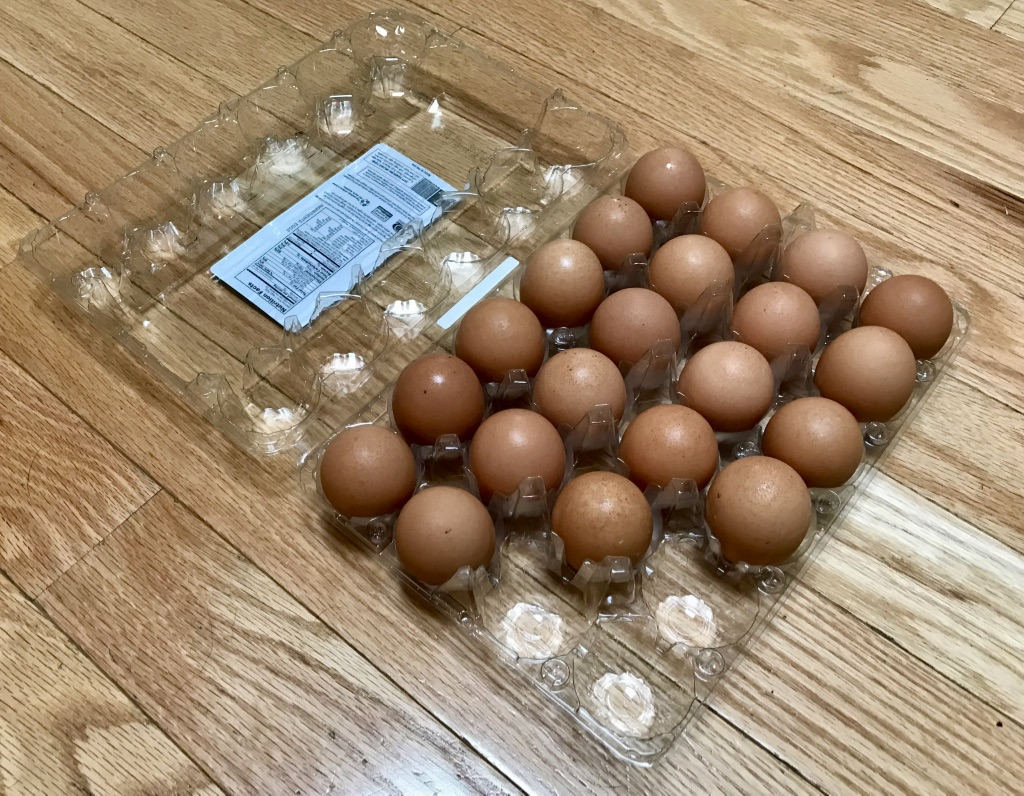
一個裝有24枚雞蛋的 PETE 塑膠雞蛋盒

雞蛋盒是一種用於攜帶和運輸整個雞蛋的盒子。

## 描述

### 折疊形式
這些紙盒採用凹坑結構，每個凹坑可容納一枚雞蛋，並將該雞蛋與相鄰凹坑中的雞蛋隔離。這種結構可以吸收大量衝擊力，並限制易碎蛋殼的破裂幾率，從而保護雞蛋免受運輸和儲存過程中產生的壓力。雞蛋紙盒的材質多種多樣，包括泡沫塑膠（例如聚苯乙烯泡沫塑料）、透明塑料（通常為PS或PET）在這種情況下，蓋子和底座通過卡榫設計：蓋子會有凸出的卡扣，底部有凹槽，靠卡進去保持密合，或透過活頁式鉸鏈連接。也可以採用再生紙和紙漿模塑工藝，透過機械化紙漿成型工藝製成。

### 板狀
對於較大的家庭和餐飲業，人們會使用邊長約30公分的托盤狀箱子。每個箱子可容納約30枚雞蛋。這種箱子也適用於透過銷售車輛進行直銷的養雞場。
這些紙箱採用均勻的金字塔形排列，可以相對密集地包裝雞蛋，同時提供必要的穩定性。紙箱兩側有類似抓手的標記。紙箱本身形狀易於堆疊，扭轉後可以像托盤一樣再次堆疊。紙箱高度可輕鬆達到一公尺以上，方便用旅行車運送。這些紙箱通常只有正面光滑，呈淺灰色，類似各種報紙。通常沒有放置廣告或類似物品的空間。
由於頂層貨物大部分暴露在外，搬運時通常需要格外小心。另一方面，貨物損壞通常很快就會被發現。如果手動搬運單層貨物，則應支撐整個表面，因為下垂（例如由於突然顛簸或材料強度下降）可能會導致整層貨物掉落，從而丟失。

## 起源
在雞蛋盒發明之前，人們是用雞蛋籃來運送雞蛋的。 1906年，利物浦的托馬斯·彼得·貝塞爾發明了現代雞蛋盒的前身，並將其命名為Raylite雞蛋盒。他用互鎖的紙板條製作框架，然後將這些框架裝在紙板箱或木箱中，以便透過公路或鐵路運輸。

## 儲存和再利用
通常建議乾燥儲存，否則紙板可能會變軟甚至分解。超市紙盒是一次性食品包裝的，不會將其退回包裝公司。根據歐盟法律，雞蛋包裝不得用於商業用途，否則可能引發沙門氏菌的傳播。然而，該法規不適用於私人家庭使用或生產商直接向最終消費者交付少量雞蛋的情況。由紙板製成的紙質雞蛋盒可以與其他廢舊紙盒一起回收，也可以用於堆肥。

## 尺寸
標準的雞蛋盒可容納 10 或 12 個雞蛋，但它們有多種尺寸，可容納 1 到 30 個雞蛋。
托盤通常用於儲存農場或農貿市場的新鮮雞蛋。雞蛋加工商也使用塑膠雞蛋托盤來清洗和消毒雞蛋。使用托盤式雞蛋時，會使用紙板套或其他托盤來保護雞蛋。

## 雞蛋盒隔音
雞蛋盒吸音效果極佳，曾被用來暫時降低室內聲學效果，例如在業餘音樂家的練習室或射擊場，甚至錯誤地用來隔音。與這種不可靠的方法相比，現在出現了一些高效、便宜且在防火方面更具優勢的解決方案。

## 外部連結
- Hiway 16 Magazine about the invention of the egg carton，存档于（存檔 index）
- Canada Patent Page